# Perth Spirit
Los Perth Spirit fueron un equipo profesional de rugby de Australia con sede en la ciudad de Perth.
Participaron hasta el año 2017 en el National Rugby Championship, fecha en la cual fueron reemplazados en la competición por el equipo de Western Force.

## Historia
Fue fundada en 2007 con la finalidad de participar en el torneo de franquicias de rugby australiano.
Desde el año 2014 participa en la principal competición entre clubes de Australia, en la que ha logrado un campeonato en el año 2016 luego de vencer a New South Wales Country Eagles.

## Temporadas
National Rugby Championship
| Año  | Pos | J | G | E | P | PF  | PC  | Dif | PB | Pts | Play-offs                                       |
| ---- | --- | - | - | - | - | --- | --- | --- | -- | --- | ----------------------------------------------- |
| 2017 | 4°  | 8 | 4 | 0 | 4 | 269 | 237 | +32 | 4  | 20  | Pierde semifinal con Canberra Vikings por 40–35 |
| 2016 | 3°  | 7 | 5 | 0 | 2 | 250 | 210 | +40 | 2  | 22  | Campeón derrotó a NSW Country por 20–16         |
| 2015 | 6°  | 8 | 3 | 0 | 5 | 276 | 271 | +5  | 4  | 16  |                                                 |
| 2014 | 4°  | 8 | 3 | 0 | 5 | 301 | 259 | +42 | 5  | 17  | Pierde final frente a Brisbane City por 37–26   |

## Palmarés
- National Rugby Championship (1): 2016
  - Subcampeón (1): 2014